# Arctia vittata
Arctia vittata là một loài bướm đêm thuộc phân họ Arctiinae, họ Erebidae.